# Kevin Costner
Kevin Michael Costner (nacido el 18 de enero de 1955) es un actor y cineasta estadounidense. Ha recibido numerosos reconocimientos, incluidos dos Premios Óscar, tres Premios Globo de Oro y un Premio Primetime Emmy.
Costner alcanzó la fama protagonizando películas como Los intocables (1987), Bull Durham (1988), Field of Dreams (1989), JFK (1991), Robin Hood: Prince of Thieves (1991), El guardaespaldas (1992) y A Perfect World (1993). Durante ese periodo, dirigió y protagonizó la épica del oeste Bailando con lobos (1990), por la cual ganó dos Premios Óscar: Mejor película y Mejor director. Posteriormente protagonizó y coprodujo Wyatt Earp (1994) y Waterworld (1995), y dirigió El mensajero (1997), Open Range (2003) y Horizon: An American Saga (2024).
Otras películas destacadas de Costner incluyen Silverado (1985), Sin salida (1987), Tin Cup (1996), Mensaje en una botella (1999), Entre el amor y el juego (1999), Trece días (2000), Mr. Brooks (2007), El último voto (2008), The Company Men (2010), 3 Days to Kill (2014), Draft Day (2014), Black or White (2014), McFarland, USA (2015) y The Highwaymen (2019). También ha tenido papeles secundarios en películas como The Upside of Anger (2005), El hombre de acero (2013), Jack Ryan: Shadow Recruit (2014), Talentos ocultos (2016), Apuesta maestra (2017) y Let Him Go (2020).
En televisión, Costner interpretó a Devil Anse Hatfield en la miniserie Hatfields & McCoys (2012), por la que ganó el Premio Emmy al Mejor Actor Principal en una Miniserie o Película para Televisión. De 2018 a 2023, interpretó al ranchero John Dutton en el drama de Paramount Network, Yellowstone, papel por el que recibió un premio Globo de Oro.

## Biografía
Costner nació el 18 de enero de 1955, en Lynwood (California) y creció en Compton (California). Sus padres eran William y Sharon Costner. Era el menor de tres hermanos (el segundo de ellos murió al nacer). Sharon Rae Costner (nombre de soltera, Tedrick) era una trabajadora social mientras que William Costner era electricista. Los ascendientes de Costner eran alemanes que se instalaron en Carolina del Norte en el siglo XVIII, aunque también tiene antepasados ingleses, irlandeses y escoceses. Costner creció en un entorno bautista. No tenía inclinaciones académicas en la escuela, pero practicaba deportes (especialmente fútbol americano), tomaba lecciones de piano, escribía poesía y cantaba en el Primer Coro Bautista. Por otro lado, Costner confiesa que cuando vio de pequeño La conquista del Oeste fue el detonante de su amor por el western.
Costner confesó en diferentes entrevistas que fue de un lado al otro en California mientras la carrera de su padre iba progresando (primero en Ventura y luego en Visalia. Lo describe como un periodo en el que "perdió su autoestima" al tener que cambiar a menudo de amigos. Costner fue al Mt. Whitney High School y formó parte de la banda. Se graduó en la Villa Park High School en 1973. Jugó al béisbol en el Villa Park en el que uno de sus compañeros fue el que se convirtió en beisbolista profesional Dennis Burtt. Construyó una canoa él mismo y remontó el río Misuri con sólo 18 años. Se licenció en mercadotecnia y finanzas en la Universidad Estatal de California en Fullerton (CSUF) en 1978.
Costner se interesó por la interpretación y el baile en el último año de la universidad. En 1978, en un vuelo de luna de miel en dirección a Puerto Vallarta, Costner tuvo la oportunidad de conocer a Richard Burton. Costner le confesó que siempre había querido ser actor. La respuesta de Burton fue simple: «Para ser felices debemos luchar por nuestros sueños». Costner también declaró que le preguntó a Burton si era posible ser actor sin experimentar turbulencias en la vida privada. Según Costner, Burton respondió que era posible. Costner siempre dice que Burton fue el gran inspirador de su carrera.
Había aceptado emprender un trabajo como ejecutivo de marketing pero Costner comenzó a tomar lecciones de actuación cinco noches a la semana. Con el apoyo de su esposa, dejó su trabajo en el mundo del marketing un mes después. Escogió otros trabajos que fueran compatibles con sus estudios de interpretación y sus audiciones como trabajar en barcos de pesca, conductor de camiones o guía turístico por el barrio de Bel-Air.

## Trayectoria profesional

### Actor

#### 1981-1983ː Inicios de su carrera
Costner debutó con la película Sizzle Beach, U.S.A. (1981). Rodada en el invierno de 1978–79, el film no se estrenó hasta 1981. Las complicaciones en los diferentes lanzamientos y la falta de documentación llevaron a muchos a creer que el debut cinematográfico de Costner había sido en Stacy's Knights de 1983 con Eve Lilith y Andra Millian. Costner tiene otro papel simbólco en la película de Ron Howard Turno de noche (Night Shift) (1982). Aparece en el clímax de la película de una fiesta estilo fraternidad en la morgue de la ciudad de Nueva York, cuando la música se detiene repentinamente por un frenético Henry Winkler. Se puede ver a Costner sosteniendo una cerveza y luciendo sorprendido por la repentina interrupción de la celebración.
A estos papeles, les siguió un rodaje de una anuncio para Apple Lisa y papeles secundarios en Mesa para cinco (Table for Five) de 1983 y Testamento final (Testament). Al año siguiente, rodó algunas escenas en Reencuentro (The Big Chill) pero esas escenas fueron eliminadas en el montaje final. Su papel fue el de Alex, el amigo que se suicidó, el hecho que une al resto del reparto. 

#### 1984-1992ː Lanzamiento al estrellato
Costner era amigo del director Lawrence Kasdan, que le prometió un papel protagonista en su siguiente proyecto. Y este llegó con Silverado (1985), la película que lanzó a Costner a la popularidad. Ese mismo año hizo otras apariciones menores como los de ¿Dónde dices que vas? (Fandango) de Kevin Reynolds, La carrera de la vida (American Flyers) y un capítulo especial de una hora junto a Kiefer Sutherland de Cuentos asombrosos dirigida por Steven Spielberg.

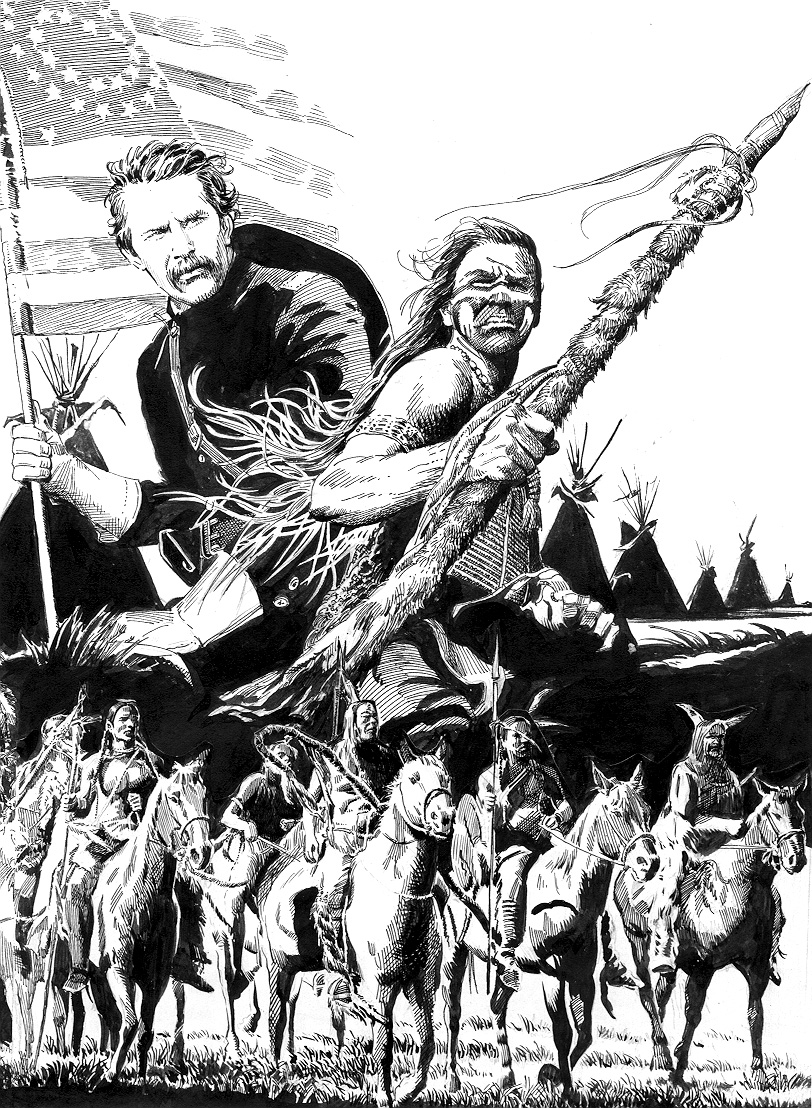
Kevin Costner en Bailando con lobos

Costner se consagró como estrella en 1987, cuando encarnó al agente federal Eliot Ness en Los Intocables de Eliot Ness (The Untouchables) y protagonizó el thriller No hay salida (No Way Out) de gran éxito en taquilla. Su estatus se consolidó con las películas basadas en el béisbol Los Búfalos de Bull Durham (Bull Durham) (1988) y Campo de sueños (Field of Dreams) (1989). En 1990, se unió al productor Jim Wilson para crear la productora Tig Productions. El primer proyecto de la productora fue la épica Bailando con lobos (Dances with Wolves) con Costner como director y actor. El film fue nominado a doce premios Óscar de los que ganó siete, incluidos los de mejor película y mejor director. Ese mismo año protagonizó Revenge dirigida por Tony Scott junto a Anthony Quinn y Madeleine Stowe. En un principio, Costner quería dirigirla él mismo. Los grandes años de Costner en el estrellato continuaron en los siguientes años. Las películas Robin Hood: príncipe de los ladrones (Robin Hood: Prince of Thieves) (1991); JFK de Oliver Stone (1991); El guardaespaldas (The Bodyguard ) (1992) con Whitney Houston y Un mundo perfecto (A Perfect World) de Clint Eastwood (1993) fueron un éxito de público y taquilla.

#### 1994-2011ː Fluctuaciones profesionales

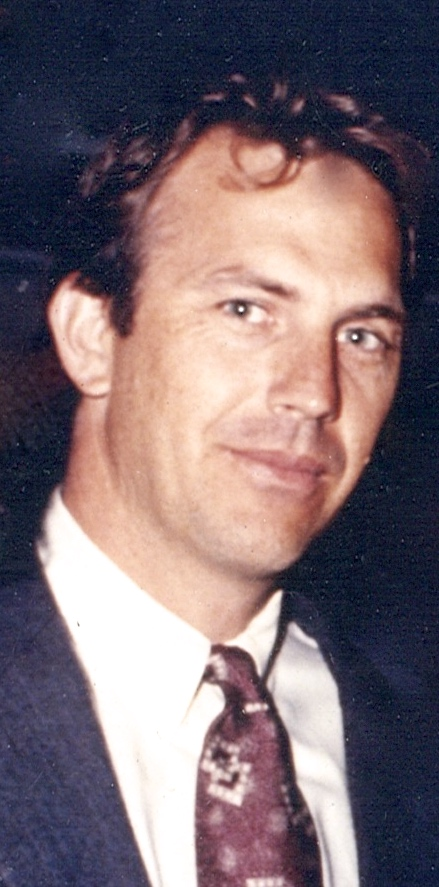
Kevin Costner en 1990

En 1994, Costner se puso al frente del reparto del biopic Wyatt Earp (1994), dirigida por Kasdan. Esta y su siguiente proyecto The War tuvieron una pobre acogida. Pero el gran desastre llegaría en 1995 cuando protagonizaría y produciría el film de ciencia ficción postapocalíptico Waterworld (1995), que fue recordado durante muchos años como uno de los rodajes más caros de la historia (175 millones de dólares de presupuesto) y, al mismo tiempo, uno de los desastres en taquilla más estrepitosos de la historia del cine. A pesar de todo, Waterwolrd no tuvo malas críticas. El siguiente proyecto que protagonizaría y también en el que se pondría detrás de la cámara sería Mensajero del futuro (The Postman) (The Postman) (1997), que fue otro fracaso de taquilla y, esta vez sí, también un fracaso de crítica, hasta el punto de conseguir cinco Premios Golden Raspberry, incluidos los de peor director y peor película.

Aparte de estos dos fracasos, Costner protagonizaría la comedia de golf Tin Cup (1996) para Ron Shelton, con el que había trabajado previamente en Bull Durham y estuvo a punto de ser el cabeza de cartel del film Air Force One pero finalmente decidió abandonar el proyecto para centrarse en The Postman y fue él quien se lo ofreció a Harrison Ford, que sería el que finalmente protagonizaría la película. En 1999, encabezaría el reparto de Mensaje en una botella (Message in a Bottle) con Robin Wright, basada en la novela homónima de Nicholas Sparks. La película atrajo críticas variopintas y casi alcanzó el punto de equilibrio en la taquilla..

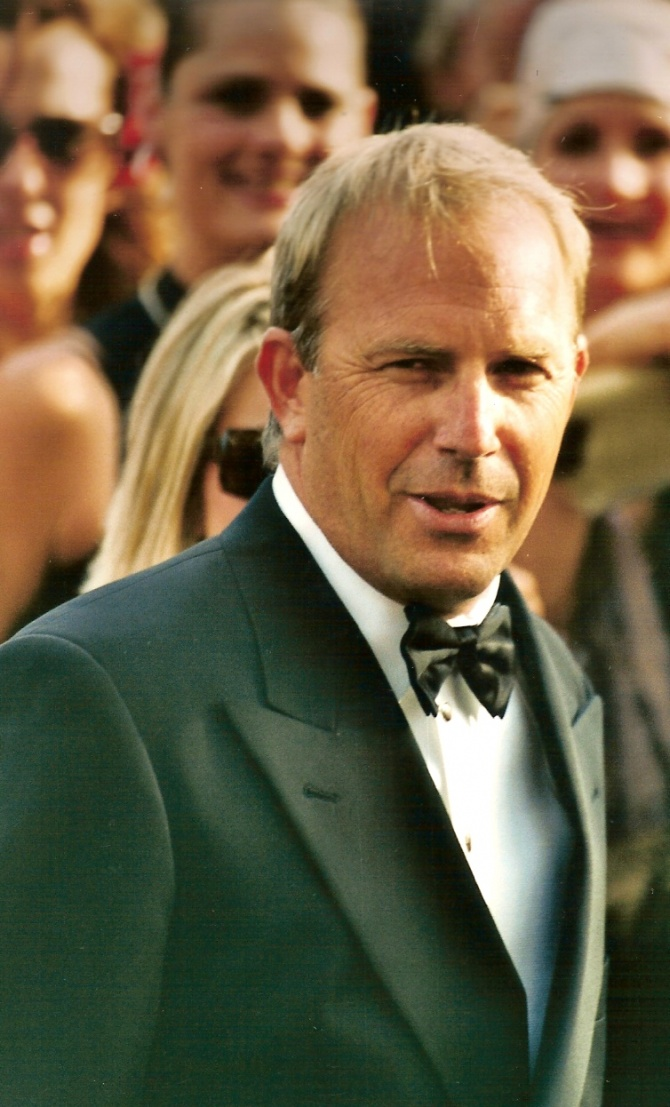
Costner en el Festival Internacional de Cine de Cannes de 2003.

Su carrera tuvo un cierto relanzamiento en el 2000 con Trece días (Thirteen Days), en el que encarna a Kenneth O'Donnell, asesor de John F. Kennedy. El western Open Range, que protagoniza y dirige, recibió el aplauso de la crítica y fue una sorpresa relativa en taquilla en 2003. También tuvo una buena acogida de crítica por su actuación como secundario al encarnar a un jugador de béisbol retirado en Más allá del odio (The Upside of Anger), papel por el que recibió una nominación de la Broadcast Film Critics Association y ganó el Premio del Círculo de Críticos de San Francisco al mejor actor secundario. 
Después de esto, Costner protagonizó Guardianes de altamar (The Guardian) y Mr. Brooks, en el que interpreta a un asesino en serie. En 2008, Su productora Tig Productions cerró y cambió por Tree House Films. En 2008, Costner encabezó el reparto de El último voto (Swing Vote) y acompañó a Jennifer Aniston en la comedia romántica de 2005 Dicen por ahí... (Rumor Has It). El 6 de septiembre de 2006 grabó sus huellas en el famoso Grauman's Chinese Theatre de Hollywood Boulevard. En 2010, apareció en The Company Men junto a Ben Affleck, Tommy Lee Jones y Chris Cooper. Se estrenó en el Festival de Cine de Sundance y recibió buenas críticas.
En la década de 2010, Costner se centró en pequeños papeles en cine y en series de televisión; hizo un cameo en el corto Field of Dreams 2: NFL Lockout', encarnó a Jonathan Kent en la nueva versión de Superman El hombre de acero (Man of Steel) de Zack Snyder, y estuvo a punto de formar parte del reparto en Django Unchained de Quentin Tarantino, pero tuvo que abandonar debido a conflictos de agenda. 

#### 2012ː Resurgimiento

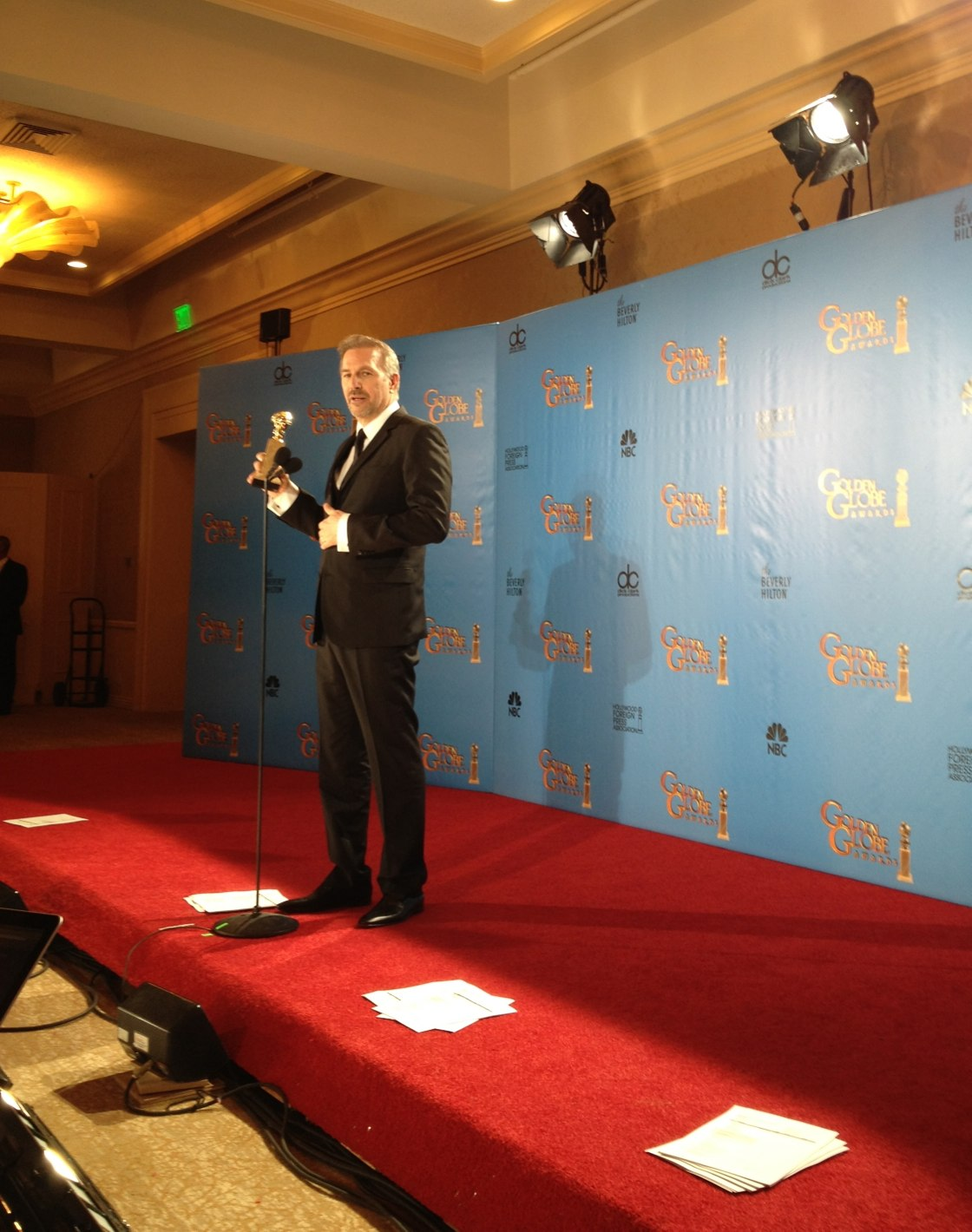
Costner recibiendo el Globo de Oro al mejor actor de miniserie o telefilme en 2013.

Costner protagonizó la miniserie Hatfields & McCoys, emitida el 28 de mayo de 2012, en el History Channel, serie que batió los récord de pago por visión para una retransmisión no deportiva en Estados Unidos con casi 14 millones de televidentes. La miniserie cuenta la verdadera historia estadounidense de una legendaria enemistad familiar, que duró décadas y casi provocó una guerra entre Kentucky y Virginia Occidental. Por este papel Costner consiguió en 2012 el Premio Emmy al mejor actor de miniserie o telefilme, el Premio del Sindicato de Actores al mejor actor de televisión - miniserie o telefilme, y el Globo de Oro al mejor actor de miniserie o telefilme.

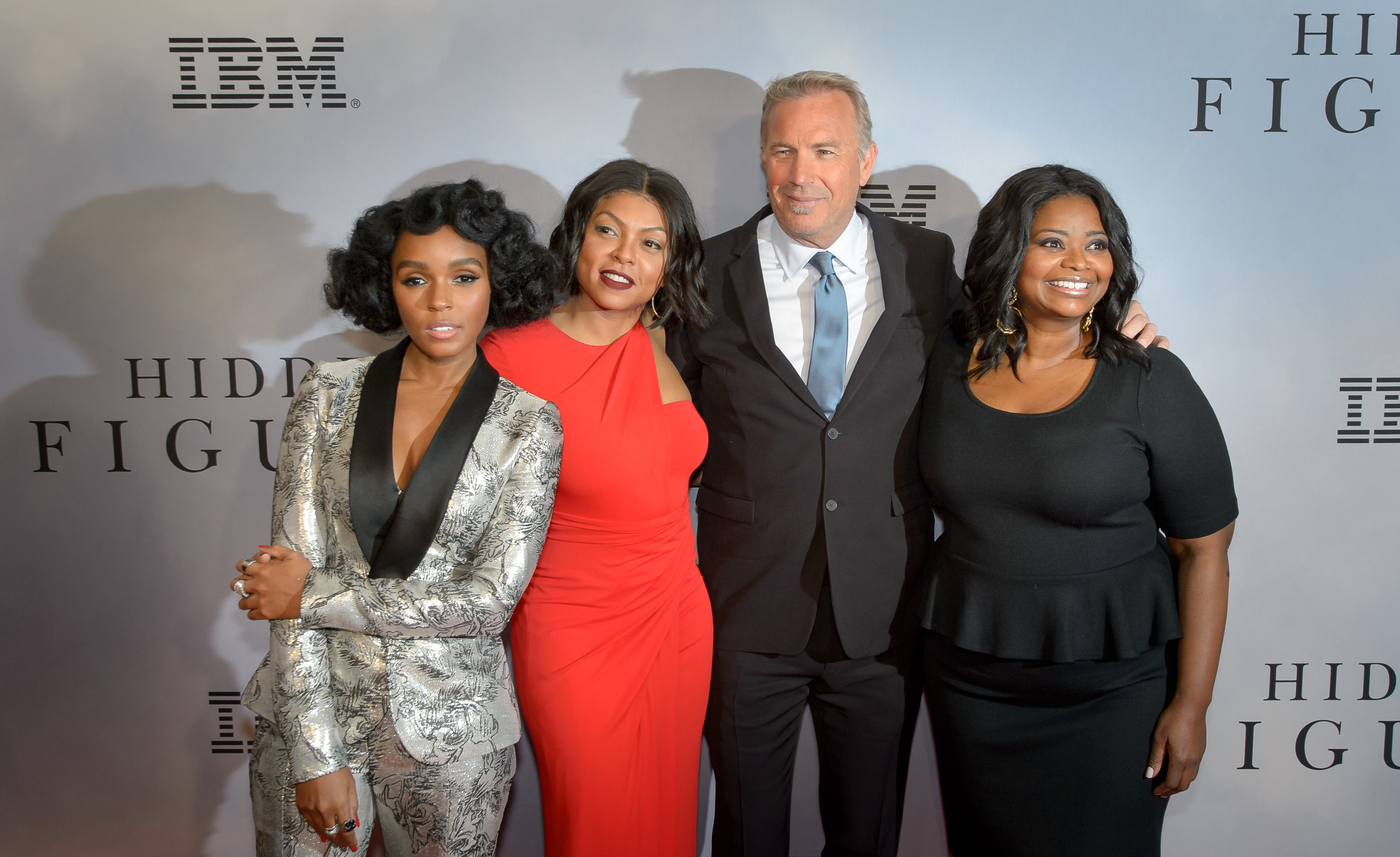
Costner con parte del reparto de la película Hidden Figures en la premier de 2016.

En 2014, Costner hizo su aparición en la película de espías Jack Ryan: Operación Sombra (Jack Ryan: Shadow Recruit), como Thomas Harper. ese mismo año, encabezó el thriller Tres días para matar (3 Days to Kill) y el drama Draft Day a la vez que producía y protagonizaba Black or White. Black or White fue presentada en el Festival de Cine de Toronto. En 2015, Costner interpretó el papel de Jim White, un entrenador  de carreras de fondo, en el drama McFarland, USA. En 2016, hizo el papel de personaje ficticio de Al Harrison, supervisor de la NASA, de la biopic de Figuras ocultas (Hidden Figures), y en 2017, acompañó a Jessica Chastain en el debut en la dirección de Aaron Sorkin Molly's Game. 

#### 2018-2025:Yellowstone y Horizon
De 2018 a 2024, ha producido y protagonizado la serie de televisión Yellowstone, en lo que ha sido su primer trabajo regular en una serie de televisión. En 2019, Costner intervino en El arte de vivir bajo la lluvia (The Art of Racing in the Rain), donde pone voz al perro Enzo, su primer trabajo como actor de voz en su carrera.
En agosto de 2022, comenzó la producción de Horizon: An American Saga, un western que tuvo que dividir en cuatro películas debido a su duración. Costner planea que las películas se estrenen durante una serie de meses. Costner ejercía de director del proyecto y dijo que la película era propuesta como una serie de televisión de eventos. Se esperaba que la producción de la primera película durara al menos 220 días, pero se completó en noviembre de 2022. La producción de las siguientes películas ya estaba en marcha en mayo de 2023.

### Cantante de Country

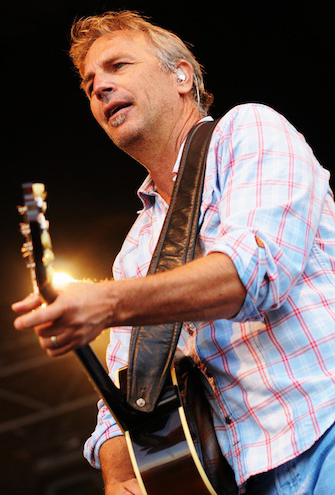
Costner en un concierto en julio de 2010

Costner es el cantante en Kevin Costner & Modern West, una banda de country rock que creó con el apoyo de su entonces esposa Christine. En octubre de 2007, comenzaron una gira mundial donde se incluían conciertos en Estambul y Roma. El grupo también actuó en carreras de la NASCAR Sprint Cup Series en Daytona International Speedway y Charlotte Motor Speedway en Concord, Carolina del Norte.
La banda grabó el álbum Untold Truths, el 11 de noviembre de 2008 e Universal South Records, que llegaría al número 61 del Billboard Top Country Albums y el 35 del Top Heatseekers. De este álbum, salieron tres sencillos ("Superman 14", "Long Hot Night" and "Backyard") y del sencillo "Superman 14" se hizo un video de un directo.

En 2009, se fueron de gira como teloneros de The Alternate Routes. En agosto, en el Big Valley Jamboree en Camrose, Alberta, estaba previsto que Costner y la banda subieran al escenario cuando se desencadenó una fuerte tormenta que provocó el derrumbe del escenario y de las gradas, y que causó el fallecimiento de una persona y cuarenta heridos. Para recaudar fondos para los dos hijos pequeños de la mujer fallecida, se realizó una subasta en la que se pagó 41.000 dólares por una cena con Costner y dos guitarras, una de ellas autografiada por Costner, contribuyeron a recaudar otros 10.000 dólares cada una.

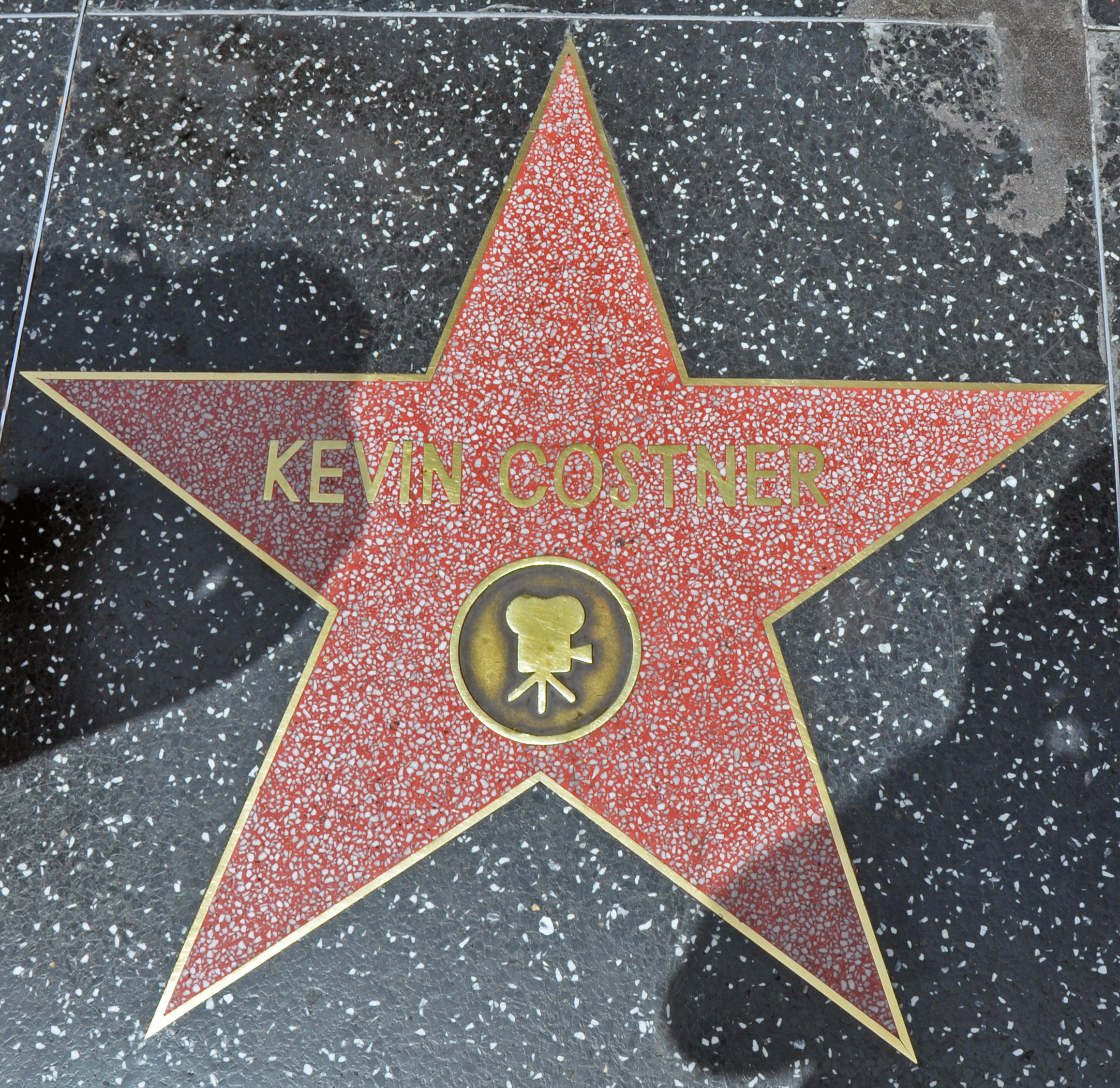
La estrella de Costner en el Paseo de la fama de Hollywood

El segundo álbum de Kevin Costner and Modern West, Turn It On, se publicó en febrero de 2010 en Europe y hubo gira europea. En julio de 2012, la banda tocó en Halifax en el Telus World Skins Game para apoyar la iniciativa de la IWK Health Centre Foundation y donando una guitarra autografiada por Costner.
Su tercer disco Tales from Yellowstone, fue escrito por Costner visto desde la perspectiva de su personaje de John Dutton en Yellowstone. Las canciones fueron presentadas en la tercera temporada de la serie.

### Empresario
En 1995, Costner compró una empresa que desarrollaba máquinas separadoras de petróleo basadas en una patente que había comprado al gobierno estadounidense. Las máquinas centrifugadoras desarrolladas por la empresa tuvieron poco interés comercial hasta que el desastre ecológico de BP en el golfo de México en marzo de 2010 provocó que la empresa petrolera comprara seis de las máquinas de una empresa en la que Costner tenía una participación, Ocean Therapy Solutions, para realizar pruebas a finales de mayo de 2010. El 16 de junio de 2010, BP celebró un contrato de arrendamiento con Ocean Therapy Solutions para 32 de los dispositivos de separación de agua y petróleo. Aunque Spyron Contoguris y Stephen Baldwin habían vendido previamente sus participaciones en Ocean Therapy Solutions a mediados de junio a otro inversor de la empresa, presentaron una demanda en el Tribunal de Distrito de Luisiana reclamando 10,64 millones de dólares por fraude de valores y tergiversación. La demanda afirmaba que Costner mantuvo en secreto una reunión con BP, y que la reunión secreta resultó en un pago inicial de 18 millones de dólares sobre una compra de 52 millones, y que después del pago inicial, pero antes de cualquier anuncio, otro inversor utilizó parte del dinero, pago inicial para comprar sus acciones, excluyéndolos así de su participación en las ganancias de la venta total. La demanda también afirmaba que, a pesar de las declaraciones públicas de Costner, Ocean Therapy Solutions, BP y otros en sentido contrario, a Baldwin y Contogouris se les dijo que BP todavía estaba probando las máquinas y que aún no se había comprometido a arrendarlas a Ocean Therapy Solutions y que el Otro inversor de Ocean Therapy Solutions compró sus acciones por 1,4 millones de dólares a Baldwin y 500.000 dólares a Contogouris. En junio de 2012, el tribunal federal de Luisiana deliberó durante menos de dos horas antes de rechazar las reclamaciones de Baldwin y Contogouris en el caso multimillonario de limpieza de petróleo, y el tribunal ordenó a Baldwin y Contogouris reembolsar a Costner y a los otros acusados en el caso sus costos.

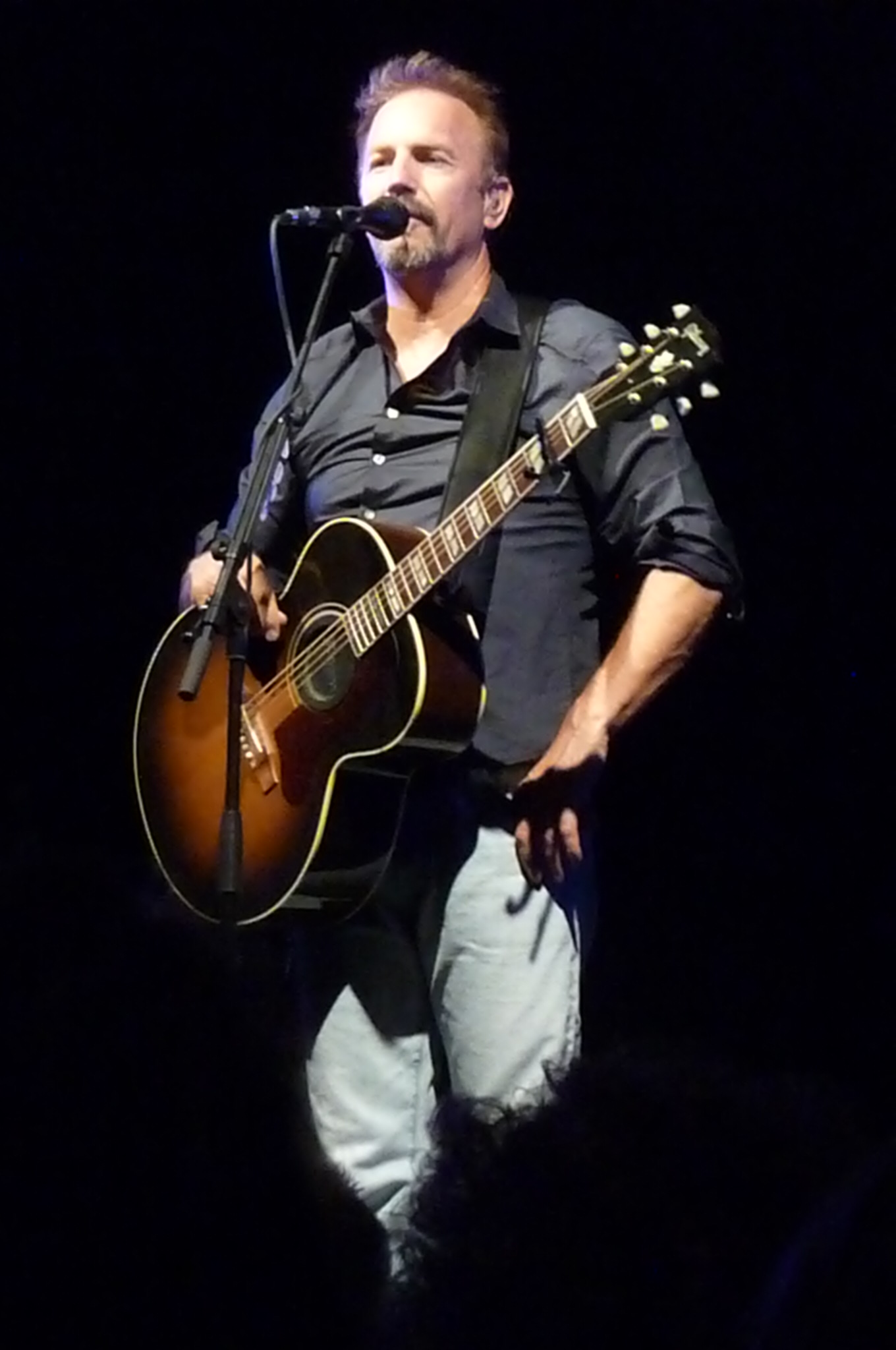
Kevin Costner en París, en 2011.

El 6 de junio de 2004, Costner abrió Tatanka: The Story of the Bison al sur de Deadwood (Dakota del Sur), en la Ruta 85, comentó que esperaba que fuera un lugar educativo y emocional para que la gente aprendiera sobre la expansión de Estados Unidos hacia el Oeste. Los promotores declararon en un comunicado de prensa que la atracción de 5 millones de dólares tenía un nuevo centro interactivo de 3,800 pies cuadrados con exhibiciones, áreas minoristas y de alimentos y bebidas, así como oficinas y un pequeño teatro. El centro de visitantes presenta gráficos y textos sobre el bisonte y la relación de los indios de las llanuras con los animales: históricamente los cazaban y ahora los crían para alimentarse y vestirse, entre otras cosas. La pieza central es una escultura de bronce de la artista Peggy Detmers, que representa a 14 bisontes de bronce en el acto de huir de sus perseguidores y tres jinetes del Lakota jinetes de bronce a caballo. Tres de los enormes bisontes están posados en el aire, cayendo en cascada sobre la pared de un acantilado. Costner encargó el trabajo en 1994 a Detmers. Las estatuas, cada uno con un peso de entre 2500 y 8000 libras, fueron fundidas en Eagle Bronze Foundry en Lander (Wyoming).
Costner abrió el Midnight Star Casino and Restaurant en Deadwood en 1991. Contrató a Francis y Carla Caneva para regentar el establecimiento y les dio un 3.25 por ciento de los beneficios. Acabó su relación laboral en julio de 2004 en principio de manera amistosa. Cuando renunciaron, Costner disolvió la sociedad y contrató a un contador que determinó que su valor justo de mercado era de 3,1 millones de dólares. Los Canvas demandaron a Costner para comprar sus acciones basándose en el doble de esa cantidad o vender la empresa en el mercado abierto. Ganaron en el tribunal inferior pero, en la apelación de Costner, perdieron en la Corte Suprema de Dakota del Sur.
En 2020, Costner se unió a la nueva aplicación de viajes de entretenimiento de audio de Woody Sears, HearHere, como cofundador, narrador de podcasts e inversor. Costner narra algunas de las historias de audio proporcionadas por la aplicación de suscripción de iPhone para viajeros en viajes por carretera a través de los Estados Unidos que desean escuchar sobre las personas, los lugares y las historias que encuentran en sus viajes.

### Escritor
En 2015, Costner coescribió The Explorer's Guild: A Passage to Shambhala, una obra híbrida entre novela de aventuras y novela gráfica, junto con John Baird, el investigador Stephen C. Meyer y el ilustrador Rick Ross.
Costner también tiene un capítulo con consejos en el libro Tools of Titans de Tim Ferriss.

### Filántropo

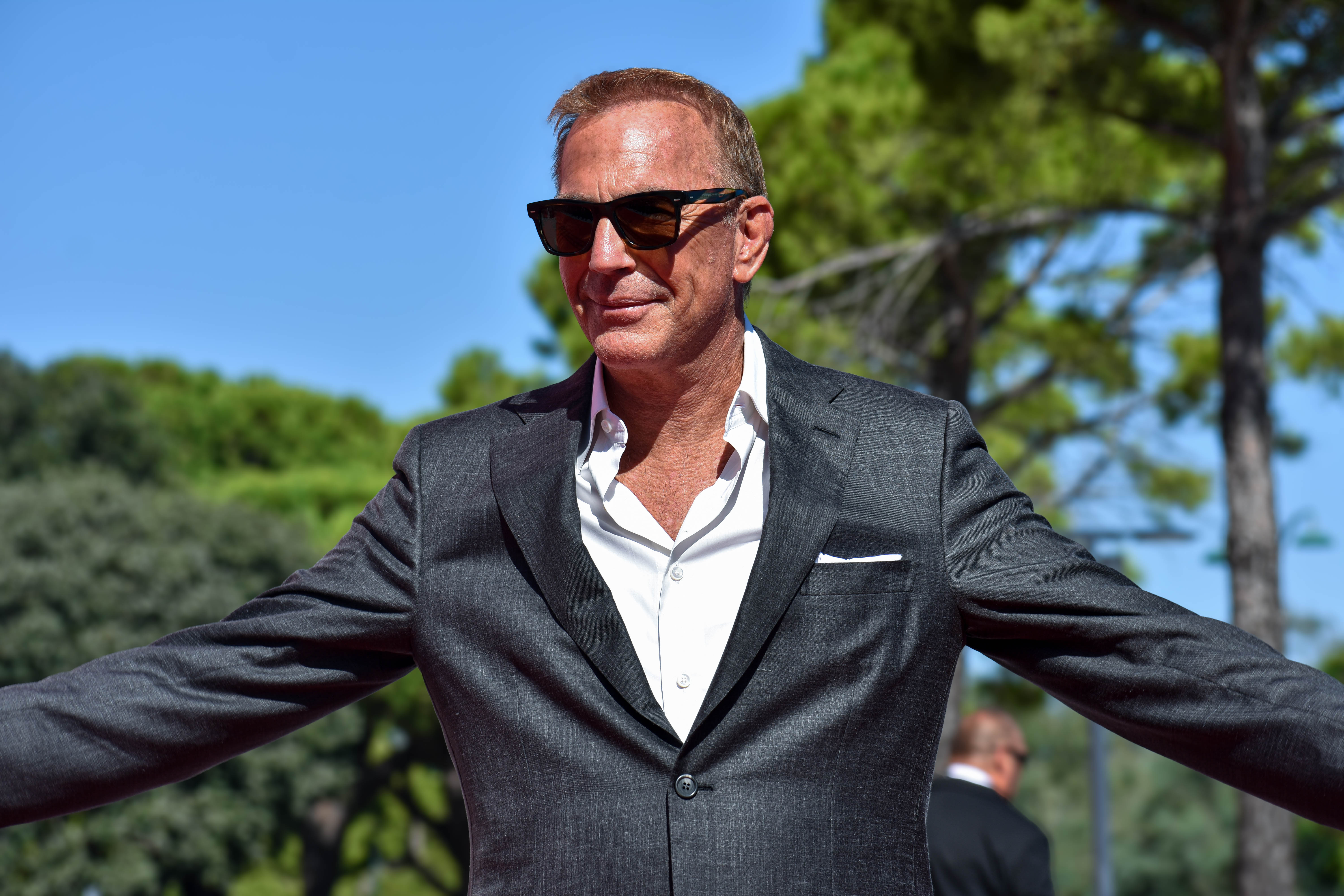
Kevin Costner en 2024.

Costner forma parte de la junta honoraria del Museo Nacional de la Primera Guerra Mundial en Kansas City, Misuri. En la primavera de 2011, grabó dos anuncios de radio para el museo que se emitieron en la Red de Radio de los Kansas City Royals.

### NASCAR
Costner fue nombrado Gran Mariscal ceremonial de la NASCAR Cup Series en la Auto Club 500, que tuvo lugar el 25 de febrero de 2007 en el California Speedway.
En 2008, trabajó con NASCAR Media Group y CMT Films para ayudar a producir el documental de NASCAR The Ride of Their Lives, que se estrenó en diciembre de ese año. Costner fue el narrador de dicho documental.
También en 2009, fue nombrado portavoz del NASCAR Day, que tuvo lugar el 15 de mayo. Al día siguiente, el 16 de mayo, él y su banda de música country actuaron en el área central del Charlotte Motor Speedway y participaron como jueces en el segundo Victory Challenge anual, antes de la 25.ª edición de la NASCAR Sprint All-Star Race.

## Vida personal
En 1975, cuando estaba en el instituto, Costner empezó a salir con su compañera Cindy Silva y se casaron tres años después. Durante su matrimonio, tuvieron dos niñas nacidas en 1984 y 1986 y un niño nacido en 1988. La pareja se divorció en 1994 después de 16 años de matrimonio.
Después de este divorcio, tuvo una breve relación con Bridget Rooney, con quien tuvo un cuarto hijo en 1996. Posteriormente tuvo relaciones con la activista política Birgit Cunningham. También tuvo romances famosos, como con la supermodelo Elle Macpherson, las actrices Mira Sorvino y Courteney Cox y con la cantante Carla Bruni.

En 2000 conoció a la modelo Christine Baumgartner y se casó con ella en 2004. Fueron padres de tres hijos: Cayden (2007), Hayes (2009) y Grace (2010). El 1 de mayo de 2023, Baumgartner (49 años) firmó el divorcio con Costner, terminando así con casi 19 años de matrimonio, aun así, la separación fue difícil.

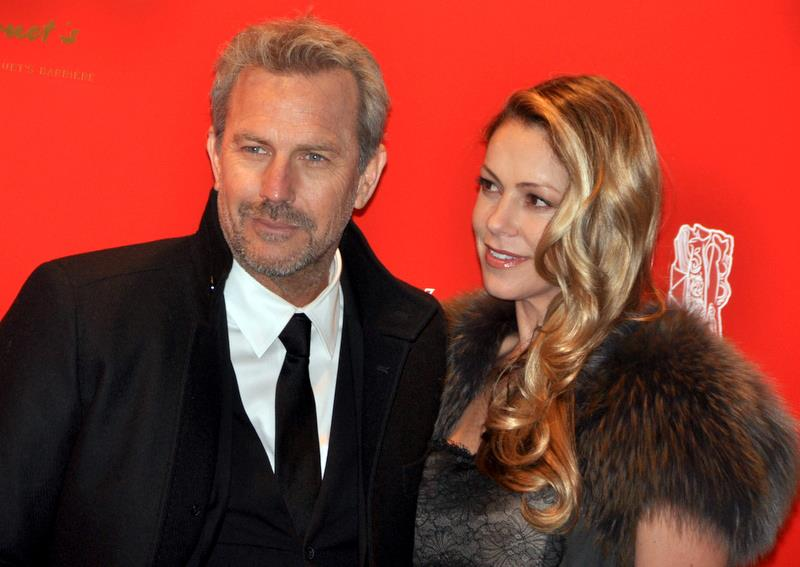
Costner y Baumgartner en los Premios César de 2013.

El 25 de septiembre de 2004, Costner se casó con su novia desde hacía cuatro años, la modelo y diseñadora de bolsos Christine Baumgartner, en su rancho en Aspen, Colorado. Tuvieron dos hijos varones, nacidos en 2007 y 2009, y una hija nacida en 2010. En mayo de 2023, Baumgartner solicitó el divorcio. Finalizaron su divorcio el 20 de febrero de 2024.
En política, al principio, Costner era un reconocido republicano. Apoyó a su amigo Ronald Reagan y jugaba de manera habitual con él al golf. Pero a partir de 1992, comenzó a financiar a varios políticos demócratas como Al Gore y Tom Daschle, pero también a republicanos como Phil Gramm en 1995. En 2008, comentó públicamente que no tenía ambiciones políticas. Ese mismo año, acompañó al por entonces candidato a la presidencia Barack Obama, visitando varios lugares en Colorado. En su discurso, Costner afirmó la necesidad de que los votantes jóvenes acudan a las urnas temprano y con entusiasmo. "Íbamos a cambiar el mundo y no lo hemos hecho", dijo Costner en un mitin de la Universidad Estatal de Colorado "mi generación no lo logró y necesitamos que nos ayudes". También a apoyó al candidato demócrata Joe Biden en 2019.

## Reconocimientos

### Premios Óscar
| Año  | Categoría      | Obra nominada      | Resultado | Ref.   |
| ---- | -------------- | ------------------ | --------- | ------ |
| 1991 | Mejor Película | Dances with Wolves | Ganador   | [ 76 ] |
| 1991 | Mejor director | Dances with Wolves | Ganador   | [ 76 ] |
| 1991 | Mejor Actor    | Dances with Wolves | Nominado  | [ 76 ] |

### Premios BAFTA
| Año  | Categoría       | Obra nominada      | Resultado | Ref.   |
| ---- | --------------- | ------------------ | --------- | ------ |
| 1991 | Mejor película  | Dances with Wolves | Nominado  | [ 77 ] |
| 1991 | Mejor Dirección | Dances with Wolves | Nominado  | [ 77 ] |
| 1991 | Mejor actor     | Dances with Wolves | Nominado  | [ 77 ] |

### Premios Emmy
| Año                    | Categoría                           | Obra nominada          | Resultado              | Ref.                   |
| Premios Primetime Emmy | Premios Primetime Emmy              | Premios Primetime Emmy | Premios Primetime Emmy | Premios Primetime Emmy |
| ---------------------- | ----------------------------------- | ---------------------- | ---------------------- | ---------------------- |
| 2012                   | Mejor actor - Miniserie o telefilme | Hatfields & McCoys     | Ganador                | [ 78 ]                 |

### Globos de Oro
| Año  | Categoría                                          | Obra nominada      | Resultado | Ref.   |
| ---- | -------------------------------------------------- | ------------------ | --------- | ------ |
| 1991 | Mejor película - Drama                             | Bailando con lobos | Ganador   | [ 79 ] |
| 1991 | Mejor Actor – Drama                                | Bailando con lobos | Nominado  | [ 79 ] |
| 1992 | Mejor Actor – Drama                                | JFK                | Nominado  | [ 80 ] |
| 1997 | Mejor Actor – Comedia o Musical                    | Tin Cup            | Nominado  | [ 81 ] |
| 2013 | Mejor Actor – Miniserie o Película para Televisión | Hatfields & McCoys | Ganador   | [ 82 ] |
| 2023 | Mejor Actor – Serie Dramática de Televisión        | Yellowstone        | Ganador   | [ 83 ] |

### Premios del Sindicato de Actores
| Año  | Categoría                                         | Obra nominada      | Resultado | Ref.   |
| ---- | ------------------------------------------------- | ------------------ | --------- | ------ |
| 2013 | Mejor actor de televisión - Miniserie o telefilme | Hatfields & McCoys | Ganador   | [ 84 ] |
| 2017 | Mejor Elenco en Película                          | Figuras ocultas    | Ganador   | [ 85 ] |
| 2022 | Mejor Conjunto en Serie Dramática                 | Yellowstone        | Nominado  |        |